# عاج‌دره
اجدارا (به انگلیسی: Ajdarra) یک منطقهٔ مسکونی در پاکستان است که در مناطق قبیله‌ای فدرال واقع شده‌است.

## خصوصیات
اجدارا ۸۳۶ متر بالاتر از سطح دریا واقع شده‌است.